# Hans Jakob
Hans Jakob (16 de junho de 1908 - 24 de março de 1994) foi um futebolista alemão que competiu nas Copa do Mundo FIFA de 1934 e 1938.